# Економіка династії Сун

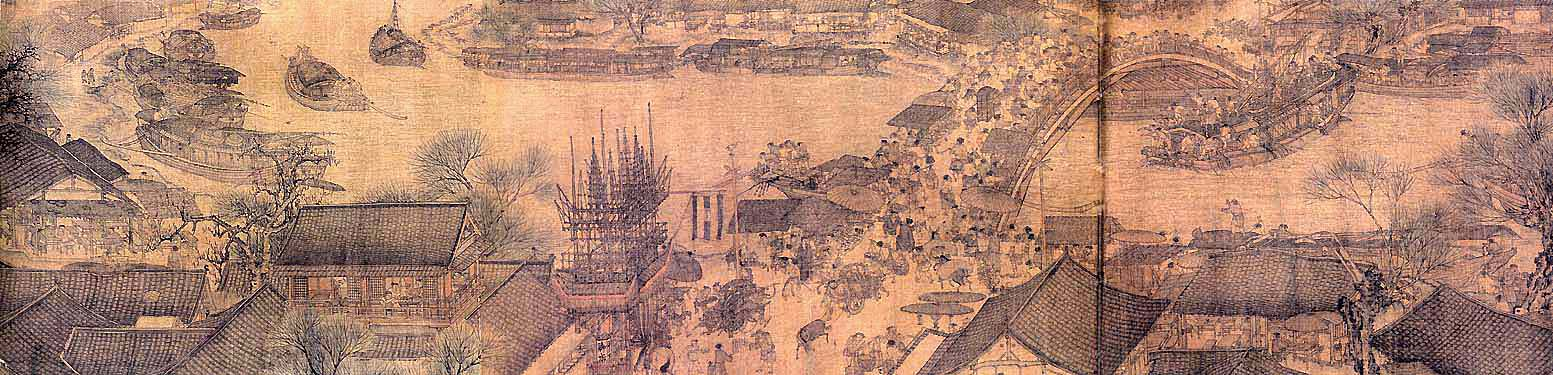
Фрагмент картини Чжан Дзедуаня «По річці в День поминання покійних», початок 12 ст.

Більше ніж три століття за часів існування династії Сун (960–1279) у Китаї спостерігалися безперервні темпи зростання рівня доходів на душу населення, і разом з цим відбувався ріст кількості жителів. Також були помітні структурні зміни в економіці, що мали зв'язок із збільшенням темпів технічного прогресу. Набір за допомогою рухомих літер (ручний набір), покращення якості насіння рису та інших культур, які вирощувалися для торгівлі, чорний порох, водяні годинники (гідрологіуми), використання вугілля як джерело палива для різних галузей промисловості, удосконалені технічні прийоми для виготовлення заліза та сталі, річкові шлюзи і безліч інших технічних новинок видозмінили економічний стан тогочасного Китаю. На півночі країни головне джерело палива керамічних промислових печей для випалу та печей зроблених із заліза змінюється із дерева на кам'яне вугілля.
Також за часів правління династії Сун помітно зросла кількість комерційних (торговельних) зв'язків із світовим ринком. Гуртові купці були залучені у світову торгівлю через вкладання капіталу в торгові та промислові судна, які досягли таких віддалених портів як Східна Африка. Крім цього, даний період відзначається розробкою першої світової банкноти, або друкованих паперових грошей, таких як цзяоцзи та хуезі, які оберталися в масовому масштабі. Поєднання єдиної податкової системи та ефективних торговельних шляхів на суші і в океані справді підтверджувало розвиток загальнонаціонального ринку. Регіональна спеціалізація сприяла економічній прибутковості і підвищила ефективність виробництва. Хоча більшість фінансів із казни центрального уряду виділялася на військову силу, податки, націлені на зростання торговельного базису, наповнювали грошову скарбницю і продовжували підтримувати монетарну систему країни. Реформатори і консерватори дискутували на тему ролі влади в економіці. Імператор і його уряд як і раніше брав на себе відповідальність за економічний стан держави, але у більшості випадків менше заявляв про свої права у порівнянні із ранніми династіями. Уряд все ж таки продовжував нав'язувати виключне право на чітко визначені промислові товари та продовольчі речі, щоб підвищити державні доходи і зберегти ресурси, які були життєво важливими для гарантії безпеки імперії, такі як чай, сіль та хімічні складові елементи для виробництва чорного пороху.
Саме ці зміни зробили Китай світовим лідером, що наштовхнуло певну групу істориків назвати цей період «рання сучасна» економіка, яка функціонувала багато століть до того, як Західна Європа здійснила свої досягнення. Багато цих економічних вигод втрачені, хоча продовжували свій шлях розвитку під час панування династії Юань.

## Сільське господарство

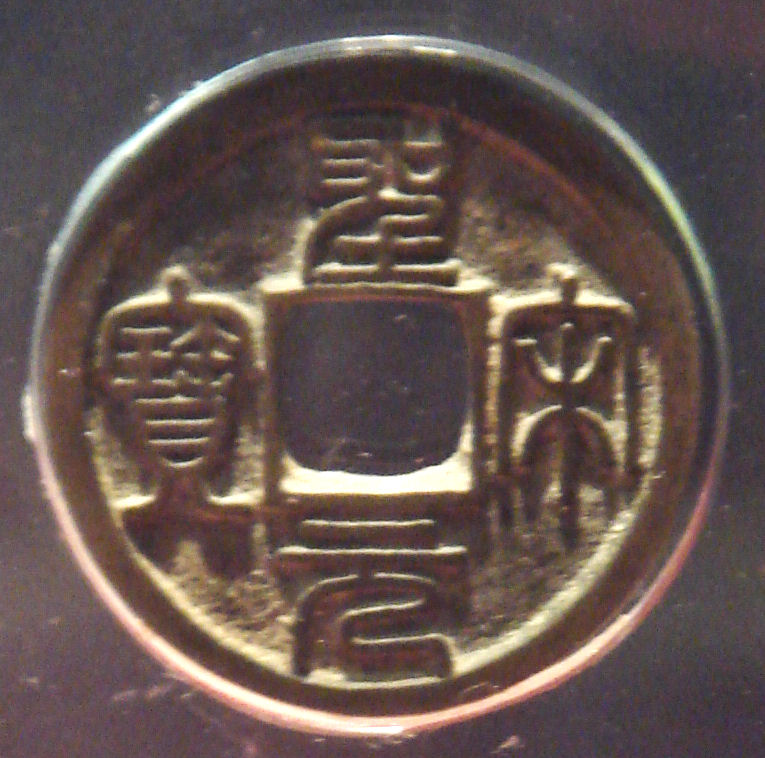
Монета Північної Сун (聖宋元寶)

Спостерігалося масове збільшення орних земель під час правління династії Сун. Уряд заохочував населення освоювати землі покриті чагарниками і окультурювати їх. Тим, хто займався землеробством на занедбаних територіях і платив податки, надавалося постійне право володіти новими землями. В рамках цієї політики обсяг оброблюваних земель у династії Сун згідно із оцінюваннями досяг вершини у 720 мільйон му (китайська одиниця вимірювання) і не був перевершений навіть пізнішими династіями Мін і Цін.
Зрошення орних земель також значно сприяло розвитку країни під час цього періоду. Видатний державний діяч та економіст Ван Аньші у 1069 році видав закон і постанову, що стосуються іригації, які заохочували розширення зрошувальної системи в Китаї. За 1069 рік близько 10 800 іригаційних проектів було завершено, відповідно до них більше ніж 36 мільйонів му державної та приватної землі зрошено. Основні іригаційні проекти охоплювали землечерпальні роботи на Жовтій річці, що знаходиться на півночі Китаю, та штучне замулювання землі в долині озера Тайху. В результаті цієї політики рослинницька продукція в китайській державі зросла втричі. Сільськогосподарська врожайність під час правління династії Сун була приблизно 2 тан (одиниця, яка дорівнює 110 фунтів або 50 кілограм) хлібних злаків на му в порівнянні з 1 тан у часи ранньої Хан і 1,5 тан протягом пізньої Тан.
Економічний розвиток Китаю за часів керування династії Сун ознаменувався удосконаленням сільськогосподарських інструментів, насіння та мінеральних добрив. Династія Сун отримала у спадок плуг інновацій описаний у Тан як «Класика Плуга», що документально доводить його використання у Цзяннань. Сун поліпшила вигнутий залізний плуг, який використовувався у династії Тан, і винайшла сталевий плуг спеціально створений для освоєння пустирів. Даний вид плуга не був із заліза, проте з міцної сталі, лезо зроблене коротше, але товстіше, що особливо допомагало у проходженні через очерети та коренеплоди пустирів у долині річки Хуайхе. Інструмент створений для полегшення розсадження рослин отримав назву «Кінь для розсадки» і був також винайдений у час існування династії Сун. Він виготовлявся із дерева ююб («китайський фінік») та адамового дерева. Селянські господарства Сун використовували бамбукові колеса гідротурбіни для підкорення потоку енергії річок з метою підняття води для зрошення сільськогосподарських угідь.
Водяне колесо було 30 чи в діаметрі із 10 поливними трубами скріпленими по його периметру. Деякі фермери навіть використовували колеса оснащені трьома стадіями поливання, щоб підняти воду на висоту більше ніж 30 чи.
Висока врожайність насіння рису із Тямпи та Кореї, індійського зеленого горошку та кавуна із Середнього Сходу була запроваджена в Китаї протягом цього періоду, значно збільшуючи різноманітність сільськогосподарської продукції. Фермери династії Сун наголошували на важливості «чорного золота» як удобрення. Вони розуміли, що при його використанні раніше необроблювану землю можна перетворити на сільськогосподарське угіддя. Чен Пу зазначав у своїй «Книзі про сільське господарство» 1149 року, що поширена думка про те, що оброблювана земля виснажується після посіву від трьох до п'яти років підряд, не є правдивою; якщо землю часто поповнювати новим ґрунтом і вносити мінеральні добрива у вигляді так званого «чорного золота», то вона стає більш родючою і не втрачає свої якості необхідні для повноцінного врожаю.

## Економічне поповнення

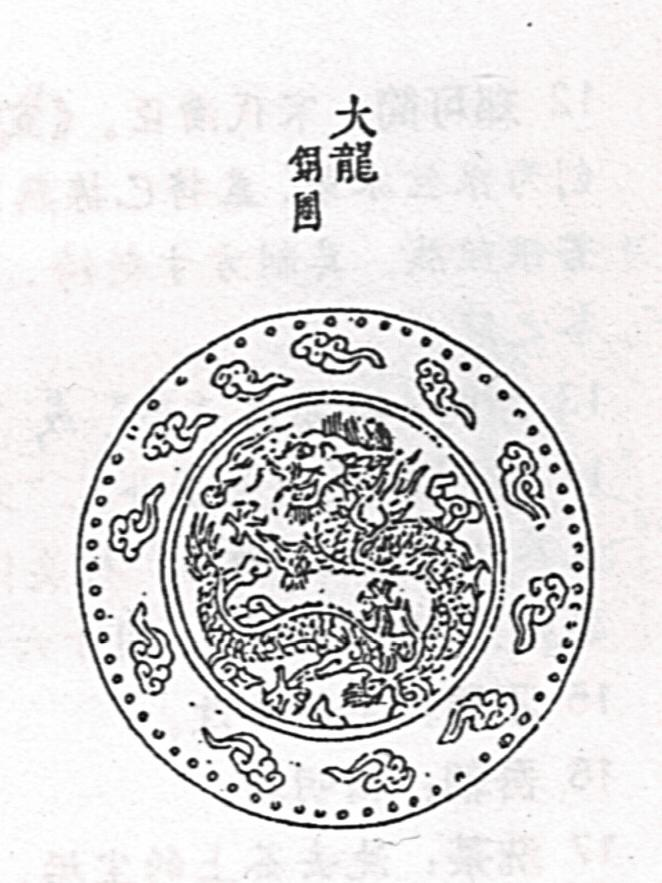
Символ династії Сун на коробках чаю - великий дракон

Бавовна була ввезена в центральний Китай часів династії Сун із острова Хайнань. Квіти бавовнику збирали, переробляли у пряжі, виробляли тканини і ткали з них національний одяг. Бавовна особливого виду вирощена і оброблена в Хайнань має значну розмаїтість, тканині притаманні великі полотнища часто пофарбовані у яскраві кольори, зшивання двох одиниць яких створювало постільне покривало, а чотирьох — штори. Коноплі також вирощувалися у значних обсягах і перероблювалися у полотна. Незалежні селянські господарства, що займалися шовкопрядінням, процвітали в районі гори Дунтін у Сучжоу. Фермери, задіяні в даній сфері землеробства, не заробляли на життя за допомогою сільськогосподарських угідь, а замість цього вони вирощували шовковиці та розводили шовкопрядів для збирання шовку.
Цукрова тростина вперше з'явилася в Китаї в період Чжаньго («період воюючих країн»). Під час управління династії Сун долина озера Тай була відома завдяки вирощування цукрової тростини. Письменник династії Сун Ван Чжо описав у деталях метод обробітку цукрової тростини і як саме виготовити з неї цукровий порошок. Його монографія «Класика цукру», яка була видана у 1154 році, знаменується першою книгою в Китаї про цукрову техніку вирощування та виготовлення.
Плантації чаю династії Сун були в три рази більшими, ніж за часів існування династії Тан. За даними опитування 1162 року чайні плантації були розподілені по 66 префектурах в 244 округах. Плантація Північного Парку була імперською чайною плантацією в префектурі Фуцзянь. Її урожаєм були більше ніж 40 сортів чаю як данини для імперського двору. Тільки кінчики ніжного чайного листя збиралися, оброблялися і пресувалися в чайні плитки, які мали вирізьблений малюнок дракона відомого як «дракон чайних плиток».
Із збільшенням кількості міст зросла цінність рослинних ферм, які почали з'являтися у передмістях. У південному Китаї в середньому 1 му сільськогосподарських земель засіяних рисом підтримувався однією людиною в той час як на півночі країни — близько 3 му на одного жителя.
Квіткові розсадники теж процвітали. Півонія була найулюбленішою квіткою багатих і впливових. Вирощувалося близько дев'яноста сортів півонії. Також розводили жасмин і дику яблуню, привезені із Персії.

## Організаційна структура, капіталовкладення та торгівля
Під час династії Сун купецтво стало більш досвідченим, високо шанованим і організованим, ніж в ранні періоди розвитку Китаю. Їхнє наростаюче багатство часто конкурувало із фінансовим станом учених-чиновників, які керували справами уряду. Щоб впорядкувати професії було встановлено певні правила та роз'яснення для купців династії Сун:
… встановити партнерство та акціонерні товариства з поділом власників (акціонерів) і керівників. У великих містах купці були зорганізовані в гільдії залежно від типу продукції, яку вони продавали; вони час від часу визначали ціни та організовували розпродажі товарів оптових торговців для власників роздрібної торгівлі. Коли уряд подавав заявки на одержання товарів чи нараховував податки, керівники гільдій повинні були вирішувати ці питання.
Хоча потужні державні підприємства і великі приватні фабрики переважали у торговій системі міського Китаю за часів правління династії Сун, існували також безліч малих комерційних підприємств і приватних власників, розташованих по всій території передмість та сільських районів, які спричинили економічний бум того періоду. В той час крім законної торгівлі існував навіть чорний ринок, який одного разу був посилений племенами Чжурчжені, що завоювали північний Китай та засновували династію Цзінь. Наприклад, близько 1160 року н. е. відбувався щорічний чорний ринок незаконного вивезення або ввезення великої рогатої худоби у кількості від 70 до 80 тисяч. Також поряд із нафтовими пресами, виноробними магазинами, малими місцевими паперовими виробництвами тощо функціонувала велика кількість малих за розміром успішних печей і гончарних майстерень, що перебували у власності місцевих сімей. На додаток була можливість розвиватися малим економічним підприємствам для досягнення економічного успіху. Найпоширенішими серед них були власники готелів, незначні віщуни, продавці наркотиків, продавці одягу і тканин та інші.

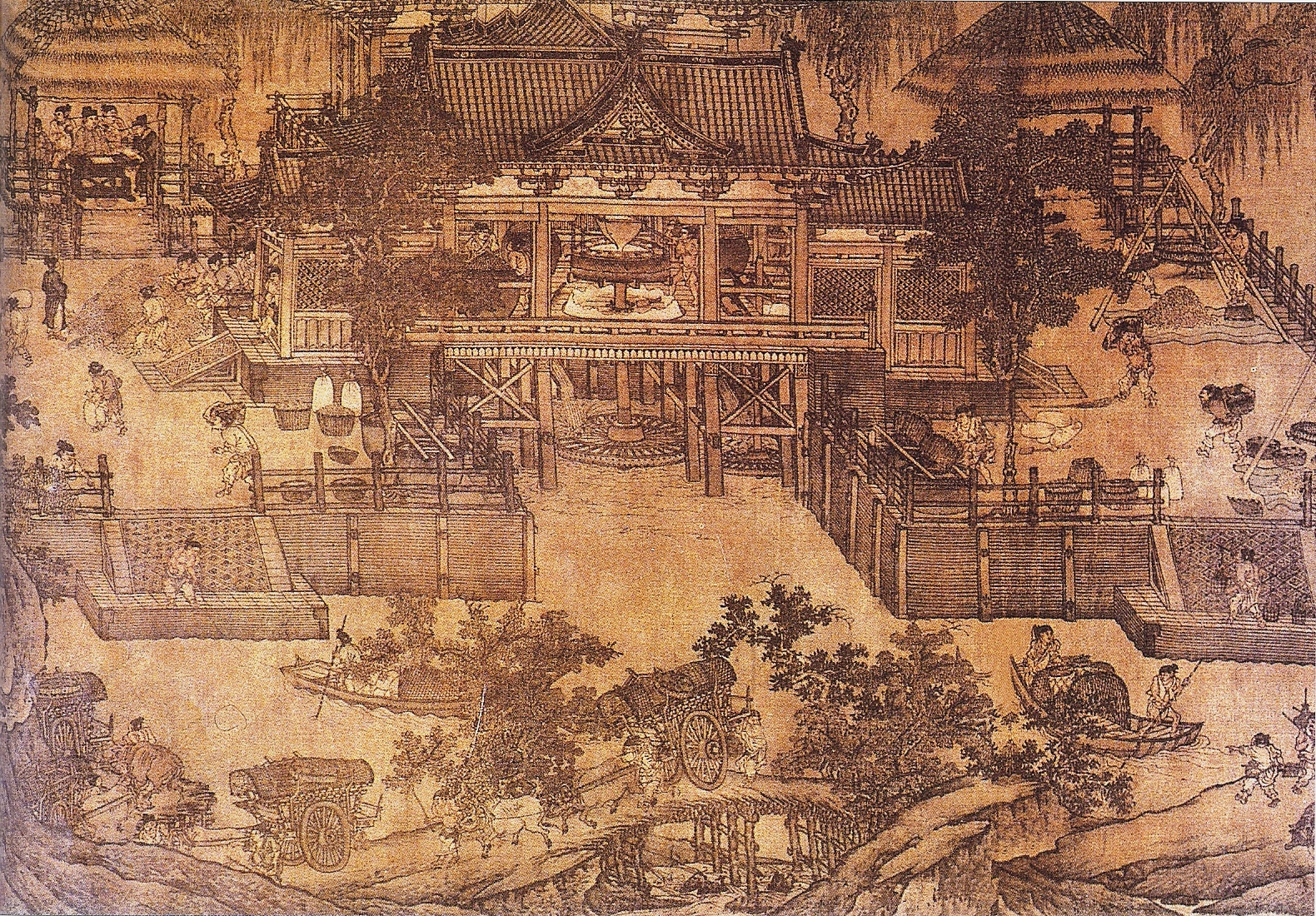
Ера імперії Північний Сун - живопис водяного млина

Селянські сім'ї, що продавали великий сільськогосподарський надлишок на ринок, не тільки могли дозволити собі купувати більше вугілля, чаю, олії та вина, але й вони могли також накопичувати достатню кількість коштів для встановлення вторинних засобів виробництва з метою збільшення їхнього багатства. Крім необхідних сільськогосподарських продуктів харчування фермерські родини могли часто виготовляти вино, вугілля, папір, тканини та інші товари, які вони продавали за допомогою посередників. Фермери у Сучжоу часто спеціалізувалися на збільшенні популяцій шовкопрядів шовковичних для виробництва шовкових товарів, в той час у провінціях таких як Фуцзянь, Сичуань та Гуандун фермери переважно вирощували цукрову тростину. З метою забезпечення процвітання сільських районів технічні заяви для громадських робіт та покращені методи сільського господарства відігравали важливе значення. Більша частина китайської системи зрошення мала бути оснащеною безліччю стельмахів для масового виробництва стандартизованих водяних коліс та квадратних піддонів задіяних у ланцюгові насоси, які могли піднімати воду з нижніх рівнів до вищих іригаційних площин.
Що стосується одягу, то заможні представники та цвіт суспільства носили шовкові мантії, в той час як вбрання бідноти було виготовлене із волокон кропиви та коноплі. Вже наприкінці правління династії Сун почали застосовуватися і бавовняні тканини у пошитті одежі. Відправлення всіх цих матеріалів і товарів прискорювалося винайденням у Китаї річкового шлюзу у 10 столітті. Науковець та державний діяч династії Сун Шень Куо (1031–1095) писав, що будівництво воріт річкового шлюзу в Чженчжоу (рання назва Графство Чжен) протягом 1020-1030-х років щороку залучало наймання на канал п'ятисот робітників, що сприяло економії до 1,250,000 місцевої готівки в рік. Він писав, що застарілий метод буксирування човна обмежував розмір вантажу до 300 тан рису на одне судно (приблизно 17 т/17 000 кг), але після представлення річкових шлюзів можна було використовувати човни, що перевозять 400 тан (приблизно 22/22 000 кг). Шень Куо крім цього зазначав, що в його часи (бл. 1080) державні човни могли перевозити вантаж вагою до 700 тан (39 т/39 000 кг), коли приватні судна мали можливість утримувати цілих 800 мішків, кожен з яких важив 2 тан (тобто в цілому 88 т/88 000 кг).

## Зовнішня торгівля
Морська торгівля закордон до Південно-Східної частини Тихого океану, індуїстського та ісламського світів і до Східно-Африканського узбережжя принесла купцям величезне багатство. Незважаючи на значний розвиток місцевої торгівлі вздовж Великого китайського каналу та річки Янцзи, її притоки, озера, а також інших системи каналів змінили напрям розвитку комерційних завоювань заморської торгівлі. Там досі під час існування династії Сун розташовувалися великі морські порти такі як Цюаньчжоу, Фучжоу, Гуанчжоу та Мяминь, що зміцнювали економічний стан країни. Ці порти, що в даний час значною мірою пов'язані із внутрішніми районами через канальні, озерні та річкові перевезення, діяли як тісний зв'язок із величезними торговими центрами для продажу товарних культур виготовлених у глибинних територіях. Високий попит в Китаї на іноземні товари розкоші та спеції, що надходили із Ост-Індії, сприяли зростанню китайської морської зовнішньої торгівлі у період Сун. Поряд із гірничодобувною промисловістю галузь суднобудування провінції Фуцзянь збільшила своє виробництво в геометричній прогресії через те, що морській торгівлі було надано більш важливе значення, а темпи росту населення провінції почали різко збільшуватися. Столиця династії Сун — Ханчжоу — мала великий канал, що з'єднував її водні шляхи безпосередньо з портом Мінгзоу (сучасне місто Нінбо), з центром, де безліч іноземних імпортованих товарів переправлялися до інших регіонів країни. Незважаючи на становлення пожежних станцій та функціонування великої кількості пожежників, пожежі продовжували загрожувати місту Ханчжоу, а також різноманітним підприємствам у ньому. У гарантуванні захисту запасів та забезпечення орендованих площ для купців і крамарів, щоб тримати їхній резервний капітал і товари у безпеці від міських пожеж, заможні сім'ї Ханчжоу, палацові євнухи та імператриці володіли величезними складами збудованими біля північно-східних стін; ці склади були обгороджені з усіх боків каналами наповненими водою і пильно охоронялися найманими нічними сторожами. Будівники кораблів збирали кошти наймання для багатьох вправних майстрів (ремісників), в той час як моряки для екіпажів суден знаходили багато можливостей працевлаштування та заробітку, адже усе більше родин мали достатню кількість капіталу, щоб придбати кораблі та вкладати в комерційну зовнішню торгівлю. Іноземці та купці із-за кордону здійснювали вплив на економічний стан Китаю рівнозначний внутрішньому. Наприклад, багато мусульман вирушили в Кита династії Сун не тільки торгувати, але й мати переважний вплив на промисловість імпорту та експорту, а в деяких випадках ставали чиновниками економічного регулювання. Для китайських морських торговців, однак, був наявний ризик пов'язаний з такими довгими чужоземними авантюрами, що стосувалися таких далеких відділень та портів зовнішньої торгівлі як Єгипет. Для того, щоб зменшити ризик втрати грошей замість їх збільшенні на представництва морської торгівлі за кордоном: 
[Ера Сун] вкладники зазвичай ділили свої інвестиції серед багатьох кораблів, і тому відповідно кожне судно мало багато інвесторів. Один спостерігач думав, що готовність вкладати матеріальні цінності в заморську торгівлю, призводить до відпливу мідного капіталу. Він писав, що люди, які живуть вздовж узбережжя, перебувають у потаємних стосунках з торговцями задіяними в чужоземну торгівлю через те, що вони співвітчизники чи особисто знайомі… [Вони дають торговцям] гроші, щоб ті їх взяли із собою за покупками і повернули перевезення іноземних товарів. Вони вкладали від десяти до сотень у китайській валюті і регулярно отримували прибутки декілька сотень відсотків.

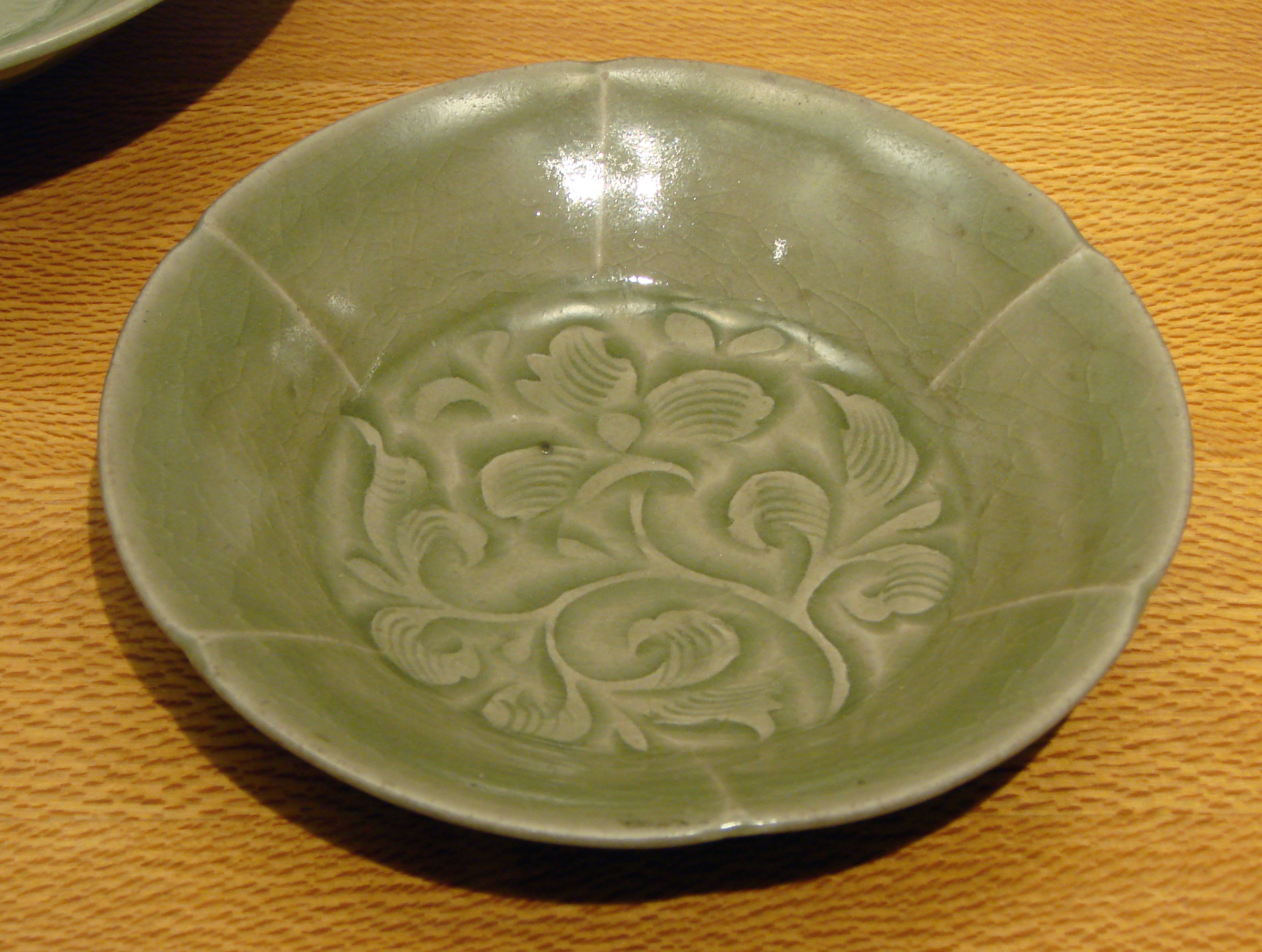
Тарілка виготовлена із селадону - різновиду порцеляни (10-11 ст.)

Автор Чжу Юй писав у своїй книзі «Pingzhou Ketan» (萍洲可談; «Застільні розмови») 1119 року н. е. розповідав про організаційний устрій, морські норми і державні стандарти морських суден, їхніх торговців та екіпажу суден. Його книжка розпочинається так: Згідно із державними правилами, що стосуються суден далекого плавання, найбільші з них можуть перевозити на борту декілька сотень людей в той час як найменші — тільки трохи більше сотні членів екіпажу. Один із найважливіших торговців вибирається лідером (Ган Шоу), інший є заступником керівника (Фу Ган Шоу) і третій — керуючий справами (За Ши). Управляючий торгового судноплавства забезпечує їх неофіційно скріплений печаткою червоний сертифікат, що дозволяє використання світлого бамбука для здійснення покарання їхньої компанії, коли це необхідно. Якщо хто-небудь помре на морі, його власність забирається у вигляді конфіскації на користь влади…Штурмани корабля ознайомлені із обрисами берегів; вночі вони орієнтуються на зірках, а в денний час — за сонцем. У похмуру погоду вони дивляться на стрілку, яка вказує на південь (тобто стрілку магнітного компаса). Вони також використовують лінію сто футів завдовжки з гачком на кінці, який опускається для взяття зразків бруду з морського дна; відповідно до його характеристик (вигляду та запаху) вони можуть визначити своє місцезнаходження.
Іноземні мандрівники, що подорожували до Китаю, часто звертали увагу на економічну могутність країни. Пізніше марокканський мусульманин-бербер Ібн Батутта (1304–1377) описував свої пригоди у місцях вздовж Євро-Азійського світу, включаючи подорожі в край Китаю, що знаходився на Далекому Сході. Після детальної розповіді про щедрі китайські кораблі, що володіли палацовими каютами і салонами, а також про екіпаж суден і їхніх капітанів, Батутта написав: «Серед місцевих жителів Китаю є ті, хто володіє великою кількістю кораблів, які вони використовують для переселення своїх агентів до іноземних міст. Ніде в світі не існує людей багатших за китайців».

## Заробітна плата і прибуток
Заможні землевласники були досі такими, що здатні виховувати своїх синів для отримання найвищого ступеня в освіті. В результаті, невеликі групи видатних родин в будь-якому місцевому окрузі могли би здобути національне визнання завдяки тому, що їхні сини далеко подорожували, щоб стати освіченими та бути призначеними міністрами у своїй державі. Тим не менш соціальна мобільність була завжди проблемою пов'язана з питанням розподілу спадщини. Представлені шляхи вирішення цієї проблеми націлені на збільшення власності родини, 
Юань Цай (1140–1190) писав наприкінці 12 століття, що ті, хто отримав посаду із гідною заробітною платнею, повинні не конвертувати її в золото чи срібло, а навпаки мають слідкувати за тим, щоб їхні дорогоцінності росли разом із вкладеннями: Наприклад, якщо він мав 100,000 у китайських грошах, що еквівалентно золоту і сріблу, та використав ці гроші для купівлі продуктивної нерухомості, в рік він отримав би 10,000; після десяти або більше років, він би повернув 100,000, а те, що було би розділено між членами сім'ї, мало б назву — відсоток. Якби ця сума грошей була здана у ломбард, через три роки відсоток був би рівний внеску. Він би так само володів 100,000, а решта — відсоток — був би розділений. Крім того, існувала би можливість подвоїти суму знову через наступні три роки на невизначено довгий термін.
Шен Куо (1031–1095), міністр фінансів, розділяв дані міркування; в його розумінні швидкості обігу, він заявив у 1077 році: 
Вигідність та практичність грошей простежується із їхнього обігу та підписання кредитних угод. Село, яке складається із 10 домогосподарств, може володіти 100,000 монетами. Якщо готівка зберігається в домашньому господарстві однієї особи, навіть після століття сума залишається незмінною — 100,000. Якщо гроші циркулюють за допомогою бізнес операцій, щоб кожен індивідуум з десяти господарств міг використовувати їх, тоді суспільна користь досягне 1,000,000 готівки. Якщо обіг грошей продовжити без зупинки, тоді корисність буде поза обрахунком.
Значна частина ерудиції була зосереджена на дослідницькому рівні життєвих стандартів за часів правління династії Сун. Нещодавнє дослідження економічним істориком оцінило середній дохід робітників нищого класу в тогочасному Китаї як 100 вен в день, приблизно в 5 разів більше за оцінками прожиткового мінімуму 20 вен в день, це підтверджує високий рівень стану до індустріальної економіки. Споживання зерна і шовку на душу населення оцінювалися близько 8 джин (близько 400 г кожен) на день і 2 рулони на рік відповідно.

## Ремісниче виробництво
Чорна металургія

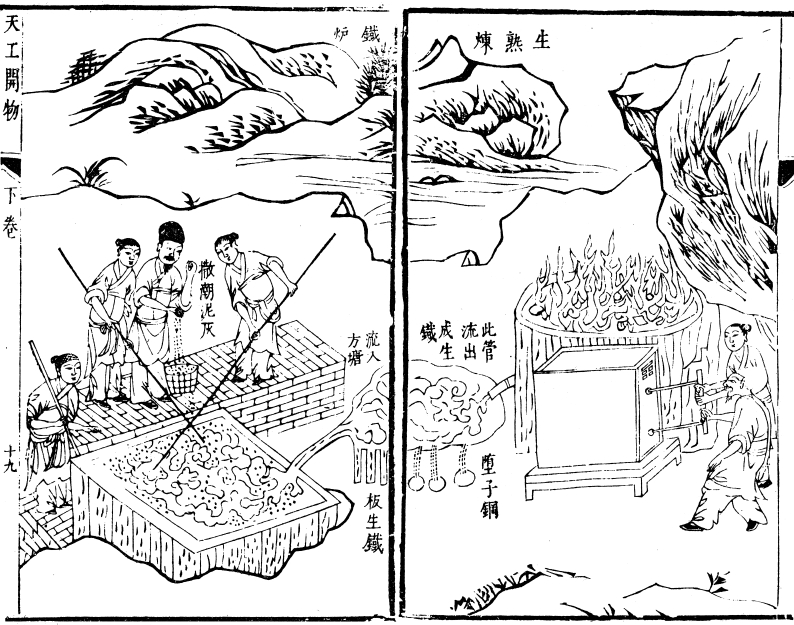
Процес виплавки залізної руди, 1637 р.

Супроводжуючи швидке поширення друкування паперу, гроші були на початку того, що ми можемо сьогодні назвати терміном «рання китайська промислова революція». Наприклад, за оцінками історика Роберта Хартвелла виробництво чавуну на душу населення зросло в шість разів між 806 і 1078 роками, в результаті чого у 1078 Китай виробляв чавун масою 125000 т в рік. Тим не менш, історик Дональд Вагнер ставить під сумнів метод, яким Хартвелл користувався під час визначення поданих даних (тобто беручи до уваги квитанції на податки та квоти часів династії Сун).
У процесі плавлення з використанням величезних ковальських міхів керованих водяними колесами, значна кількість деревного вугілля була використана у виробничому процесі, що призводило вирубки лісу у північному Китаї. Проте до кінця 11 століття китайці виявили, що за допомогою коксу можна змінити первинну значимість деревного вугілля, тому в результаті даного переломного моменту щодо ресурсів багато акрів лісових угідь на півночі Китаю були позбавлені чорної металургії. Чорна металургія цього періоду використовувалася для масового виробництва плугів, молотків, голок, шпильок, цвяхів для суден, музичних тарілок, ланцюгів для підвісних мостів, статуеток Будди та для інших речей повсякденного вжитку для масового продажу на місцевого ринку, орієнтованих на корінних жителів. Залізо було також необхідним у виробництві як інгредієнт для виготовлення солі та міді. Багато новозбудованих каналів поєднували головні центри чорної металургії із містом, де був розташований провідний ринок. Також він був розширений для ведення торгівлі із зовнішнім світом, який значно підвищив рівень китайської морської діяльності за кордоном протягом періоду існування династії Сун.
Через багато письмових клопотань до центрального уряду регіональними посадовими особами імперії Сун історики-вчені можуть збирати докази, формуючи загальну картину тогочасної ситуації, та оцінити розмір і масштаби китайської металургійної промисловості в епоху Сун. Знаменитий мировий суддя Бао Чжєн (999–1062) писав про чорну металургію в Ханьчєні, що вздовж Жовтої річки, де сьогодні розташована східна провінція Шеньси, а також про виплавку чавуну у домашніх господарствах, які перебували під наглядом та регулюванням державних органів. Він писав, що 700 таких господарств діяли як заводи з виробництва заліза, 200 з них, такі як продовольства деревного вугілля та вправні майстри (які самі себе наймали на чавунні господарства) мали достатній ступінь державної підтримки. Скарга Бао на престол на рахунок того, що державні закони проти приватного плавлення у Шеньси ставали перешкодами на шляху отримання прибутку з промисловості, тому влада, нарешті, звернула увагу на його заяву і зняла дану заборону у 1055 році. Результатом цього стало підвищення прибутку (із найвищими цінами на чавун), а також і процесу його виробництва; 100,000 джин (60 тонн) заліза вироблялося щороку у Шеньси у 1040-х роках н. е., збільшившись до 600,000 джин (360 тонн) вироблених щороку починаючи з 1110-х років, очищених після відродження гірничодобувної промисловості у Шеньси в 1112 році. Хоча управління та постачання матеріалів у чавунні плавильні печі Шаньси здійснювалося урядом, було багато також і незалежних заводів, які перебували у власності та керувалися заможними сім'ями. Під час виконання обов'язків губернатора Сюйчжоу в 1078 році знаменитий поет і громадський діяч часів династії Сун Су Ши (1037–1101) написав, що в промисловій префектурі Ліго під його контрольованим регіоном існували 36 чавунних плавильних господарств під керівництвом різноманітних місцевих родин, кожна з яких наймала робочу силу з декількох сотень людей для добування руди, виробництва їхнього власного вугілля і плавлення чавуну.
Виробництво чорного пороху

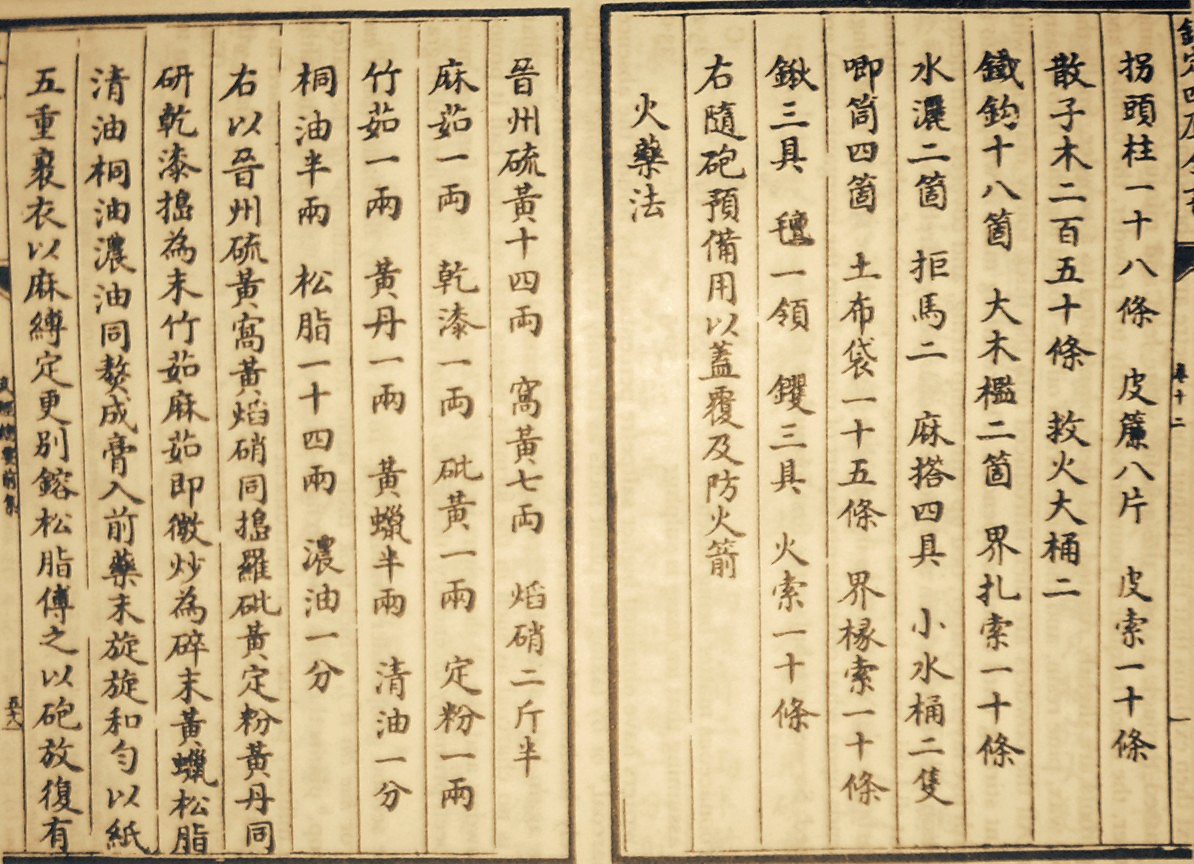
Найраніший зразок письмової формули для чорного пороху - манускрипт 1044 р.

У період правління династії Сун була велика кількість профспілок та державних чиновників, які брали участь у видобутку ресурсів з багатьох провінцій Китаю. Видобування сірки, яку китайці називали «сульфатна рідина», витягувалася із піриту і використовувалася для фармацевтичних цілей, а також для виготовлення чорного пороху. Він вироблявся шляхом випалу піриту, перетворення сульфіду в оксид, так як руда складалася із вугільних брикетів в керамічні печі з нерухомою головкою для відправлення сірки у вигляді пари, після чого він був здатний укріпляти та кристалізуватися. Історичний текст Сун Ші (Історія династії Сун, складеної у 11345 році н. е.) заявив, що основним виробником сірки Китаю під час правління династій Тан і Сун була провінційно-адміністративна область Джин Чжоу (сучасний Ліньфень на півдні провінції Шаньсі). Державні чиновники призначені в регіоні керували промисловою переробкою і продажем сірки, а її кількість виробленої і розподіленої продукції починаючи з років 996–997 досягла 405,000 джин (приблизно 200 тонн). Було зафіксовано, що у 1076 році н. е. владна верхівка династії Сун започаткувала і проводила строгу комерційну монополію на виробництво сірки, і якщо будинки, що займалися фарбуванням, та урядові майстерні продавали свою продукцію приватним торговцям (перекупникам) на чорний ринок, то на них встановлювалися штрафи з боку державних органів. Навіть до початку цієї події, у 1067 році н. е. влада династії Сун видала указ про те, що людям, які проживають у Шаньсі і Хебеї, було заборонено продавати іноземцям будь-яку продукцію із змістом селітри чи сірки. Ця дія, здійснена династією Сун відобразила її страхи на рахунок надзвичайно важливого значення чорного пороху та його використання у зброї зокрема з боку її територіальних ворогів (тангутів і киданів). З тих часів, коли Джин Чжоу знаходився досить близько до столиці Сун в Кайфені, який став найбільшим виробником чорного пороху протягом періоду північного Суну. Із підвищенням рівня сірки у піриті замість природної сірки (разом із збільшенням кількості нітрату калію) китайці змогли змістити використання чорного пороху як виключного компоненту у створенні вибухонебезпечних предметів ранньої артилерії. В династії Сун були також заводи з метою виробництва вогнепальної зброї (такої як вогняні списи та стріли), де знайшов своє застосування чорний порох. У той час, коли Китай був задіяний у війну з Монголією, у 1259 році офіційний Лі Зінгбо написав у його «Ко Чжай За Гао, Сюй Гао Хоу», що місто Цинчжоу займалося виробництвом від одного до двох тисяч потужних бомб покритих чавунною оболонкою на місяць, відправляючи близько десяти-двадцяти тисяч таких бомб за один раз. Один із основних складів зброї та арсеналів для зберігання пороху і зброї був розташований у В'єнгі, який випадково загорівся і у 1280 році н. е. відбувся потужни вибух.

## Торгівля

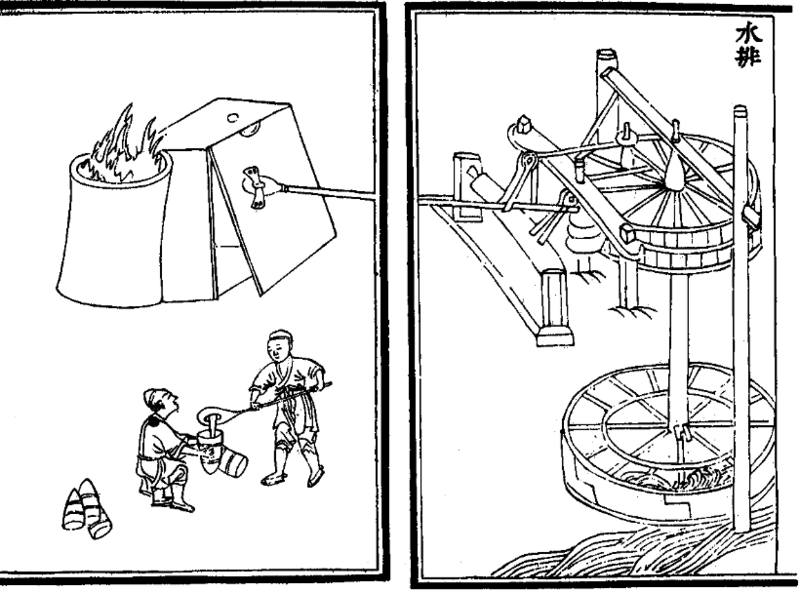
Доменна плавка чавуну з використанням міхів, водяного колеса і механічного пристрою, 1313 р. н.е.

Дана угода про дозвіл конкурентоспроможної промисловості процвітати у певних регіонах в той час, коли на інших територіях встановлювалося виробництво і торгівля, що були монополізовані та чітко контролювалися державою, не була винятковою для виробництва заліза. На початку правління династії Сун влада підтримувала конкурентоспроможні шовкові фабрики та майстерні з виробництва парчі, які знаходилися в східних провінціях крахни, а також і в столиці Кайфен. Тим не менш, в той же час уряд опублікував сувору правову заборону на комерційну торгівлю шовку, який був вироблений у провінції Сичуань приватними підприємствами. Дана заборона завдала економічного удару торговельному розвитку провінції Сичуань, що призвело до невеликого бунту (який був придушений), крім цього династія Сун була добре відома завдяки своїм незалежним галузям промисловості, що випускали деревину та оброблені апельсини. Реформи ченсяна Ван Аньши (1031–1086) викликали бурхливу дискусію серед представників суду, коли він націоналізував галузі виробництва, обробку і розповсюдження чаю, солі та вина. Державна монополія на чай Сичуаню була основним джерелом прибутку, що купити коней в провінції Цинхай для забезпечення кавалерійських сил армії династії Сун. Обмеження Вана на приватне виробництво і торгівлю сіллю розкритикували навіть у відомій поемі Су Ши, і в той час фракція, яка політично протистояла новим реформам, отримала перевагу у суді, а діяльність Ван Аньші втратила прихильність, проте зміни неодноразово заборонялися та були запроваджені повторно. Незважаючи на політичні конфлікти, основним джерелом доходів імперії Сун продовжували бути керовані державою монополії, а також непрямі податки. Що стосується приватного підприємництва, великі прибутки могли бути здобуті торговцями, які спеціалізувалися на предметах розкоші та найбільш поширеної продукції в регіоні. Наприклад, виробники шовку трьох провінцій Китаю були особливо відомими завдяки виробництву шовкових головних уборів для імператора династії Сун та для представників верховного суду в столиці.